# Sol-fa
Sol-fa (ソルファ) é o segundo álbum de estúdio da banda japonesa Asian Kung-Fu Generation, lançado em 20 de outubro de 2004.
Alcançou a primeira posição na Oricon Albums Chart, manteve-se na parada por 66 semanas e ganhou o prêmio de Álbum de Rock & Pop do ano no 19° Japan Gold Disc Award.

## Faixas
| N.º            | Título                                          | Duração |  |
| 1.             | "Shindokaku" (振動覚)                           |         |  |
| 2.             | "Rewrite" (リライト)                            |         |  |
| 3.             | "Kimi no Machi Made" (君の街まで)               |         |  |
| 4.             | "My World" (マイ・ワールド)                     |         |  |
| 5.             | "Yoru no Mukō" (夜の向こう)                     |         |  |
| 6.             | "Last Scene" (ラストシーン)                     |         |  |
| 7.             | "Siren" (サイレン)                              |         |  |
| 8.             | "Re:Re:"                                        |         |  |
| 9.             | "Nijūyoji" (24時)                               |         |  |
| 10.            | "Mayonaka to Mahiru no Yume" (真夜中と真昼の夢) |         |  |
| 11.            | "Kaigan Dōri" (海岸通り)                        |         |  |
| 12.            | "Loop & Loop" (ループ&ループ)                   |         |  |
| Duração total: | Duração total:                                  | 46:36   |  |